# 완벽한 스파이
《완벽한 스파이》는 2011년 5월 8일부터 2011년 5월 29일까지 방영된 KBS 드라마 스페셜 연작 시리즈의 여섯 번째 작품이다.

## 등장 인물

### 주요 인물
- 김흥수 : 김혁범 역
- 유인영 : 이민정 역
- 이희준 : 이상준 역
- 이대연 : 정규용 역
- 장신영 : 유미 역
- 서현철 : 반장 역
- 엄태구 : 엄태구 역
- 손현주 : 청소부 역
- 박재웅 : 진욱 역
- 박주영 : 철진 역
- 차재영 : 다이애나 역
- 리키 김 : 에릭 역

### 그 외 인물
- 채병찬 : 태수 역
- 고인범
- 조창근
- 정우혁

### 특별 출연
- 김주환 : 비니 역

## 수상
- 2011년 KBS 연기대상 연작·단막극상 - 이희준